# Roswitha (Vorname)
Roswitha ist ein alter deutscher weiblicher Vorname.

## Herkunft und Bedeutung
Der weibliche Vorname Roswitha hat seine Ursprünge im Althochdeutschen und im Germanischen. Er lässt sich in die Bestandteile „hroud“ und „swiths“ zerlegen. „hroud“ bedeutet im Althochdeutschen so viel wie Ruhm und „swiths“ (vergleiche: „(ge)schwind“) steht für stark. Damit wird Roswitha zur Ruhmesstarken, zu einer, die stark ist im Ruhm.

## Namensvarianten
Zum Teil sehr alte Varianten des Namens sind: Hrotsvit, Hrotsvitha, Rosweidis, Hroswitha und Roswita. Verkürzt tritt der Name als Rosi oder Rossi auf.
Anders als oft behauptet, findet man keine männliche Form von Roswitha im althochdeutschen Namen Roswin, da dieser sich seinerseits vom „hroswini“, dem Pferdefreund, ableitet. Eine männliche Form ist deshalb nicht bekannt.

## Namenstag
- 30. März – Manche Quellen nennen den 5. September oder den 30. März – als Todestag der heiligen Dichterin, Mystikerin und Nonne, Hrotsvit – als Namenstag des Namens Roswitha.
- 29. April – Der katholische Gedenktag des Namens Roswitha ist am 29. April. Dieser Termin fällt auf den Todestag der heiligen Rosweidis (Roswitha) von Liesborn. Geboren im 8. Jahrhundert, gestorben an einem 29. April des 9. Jahrhunderts, wird sie als Nonne, Äbtissin des Liesborner Benediktinerklosters und als katholische Heilige verehrt.

## Bekannte Namensträgerinnen
- Roswitha von Liesborn (um 815), Äbtissin im Kloster Liesborn
- Roswitha von Gandersheim (ca. 938–973), Nonne, Mystikerin und Dichterin im Stift Gandersheim
- Roswitha März (* 1940), deutsche Mathematikerin und Hochschullehrerin